# Сајам књига у Москви
Московски међународни сајам књига (ММСК) (рус. Московская международная книжная выставка-ярмарка) je најстарији и највећи сајам књига у Русији. Одржава се у Москви од 1977. крајем августа - почетком септембра; до 1997. године, одржавао се једном у сваке две године (1991. године је отказан), након тога, сваке године. Сајам књига у Москви је највећи сајам књига у Русији и бившим совјетским републикама и представља један од највећих културних догађаја у овом делу света.
Мото изложбе је: "Книга на службе мира и прогресса” (Књига у служби мира и напретка).
На изложби учествују највећи руски издавачи, као и страни издавачи, штампарије и многи други. Почасни гости изложбе у различито време били су: Пољска (2005), Француска (2006), Кина (2007), Украјина (2008), Индија (2009), Белорусија (2010), Италија (2011). Сајам посећује преко 300 издавачких кућа.
Организују се разни састанци са ауторима, презентације нових производа, конференције и семинари. Од 1999. године ММСК одржава годишње национално такмичење ”Књига године”.

## ММСК и култура
Једна од епизода филма „Руска кућа“ (Ру́сский дом) 1990. Џона Ле Кареа, глуме: Шон Конери, Мишел Фајфер снимљена је крајем осамдесетих у време сајма на старој локацији око 20. и 57. павиљона Изложбе економских достигнућа.